# Spotkanie (osada)
Spotkanie – osada w Polsce położona w województwie zachodniopomorskim, w powiecie szczecineckim, w gminie Szczecinek.
Miejscowość wchodzi w skład sołectwa Turowo.